# 遅延記憶装置
遅延記憶装置（）とは、媒体が音波などを伝える際の遅れを利用し、信号を循環させ記憶装置として使用するものである。種類によっては、遅延線記憶装置（delay line memory）という。技術的にはレーダーで使う信号処理技術などから生まれたもので、黎明期のコンピュータ（真空管式コンピュータ）でよく使われた。

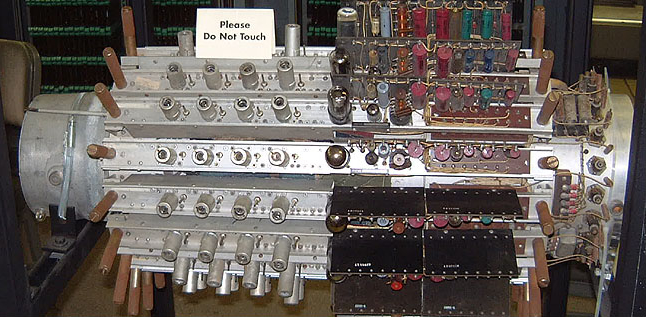
UNIVAC Iの水銀遅延線(1951)

構成方法にもよるが、たとえば加算器に直列加算器が使えるなど、部品数を抑えて多くの情報を扱えるコンピュータを作ることができる、という利点がある。これは安上がりという点だけではなく、初期のコンピュータの多くが苦労した信頼性という点でも重要である。

## 水銀遅延線
黎明期のコンピュータで主記憶装置としてよく使われた遅延記憶装置が、水銀遅延線（）である。アナログ信号処理デバイスとして使われていたものであるが、ディジタル計算機のための記憶装置としては、ENIACに関わったジョン・プレスパー・エッカートによる（ENIAC自体では、稼働初期の時点では本格的には使われていない）。水銀の中の超音波を利用する。英語 delay line memory から（delay memory とはしない）「遅延線」の語があるが、線というより管であることから水銀遅延管（）とも呼ばれる。英語でも mercury delay tube としている例が見られる。（真空管と勘違いしないように）tank の語を使うことも見られる。
水銀を詰めた管の両端に圧電素子をとり付けた構造をしている。片方の素子に信号を入力し、圧電効果（逆圧電効果）による振動で超音波を発生させる。超音波は水銀を媒体として管の中を伝わり、反対側の圧電素子を振動させる。振動させられた圧電素子は圧電効果により電圧を誘起するため、ここから入力信号と同様の波形を持つ信号が取り出せる。これを増幅して再び入力側に戻すと、信号が循環して、記憶装置として使うことができる。この操作について当時の用語では、英語では regeneration、日本語では訳して「再生」などと表現されている。
水銀遅延線は初期のコンピュータに用いられ、EDSACやEDVAC、UNIVAC Iで採用された。また、日本初の電子式コンピュータ、FUJICにも水銀遅延線が使われている。
（なお、設計としては、片方を開放端か固定端として信号が反射するようにし、入力と取り出しを同じ側でおこなう、というものもありうる）

## その他の材料
水銀以外に、記憶装置として使われた媒体としては、ETL Mark IIIなどで使われたガラス、磁性体（金属）ワイヤを使った磁歪遅延線、ETL Mark IVでタイミング調整用に使われ、HITAC 5020で（主記憶ではなく）レジスタに使われた、同軸ケーブル内を伝わる高周波信号の遅れを利用する電磁遅延線がある。固体遅延線や電磁遅延線は記憶以外に、アナログ時代にはフィルタの部品としてよく使われ、カラーテレビなどのために大量生産された電気部品でもある。HITAC 5020のそれには製造元である日立のテレビのものが使われた、という例もある（この信号処理についてはNTSC#ライン相関を利用したクシ形フィルタを参照。ディジタル信号処理では逆に、記憶装置を使って信号の遅延が実現されている）。固体遅延線は初期の電卓（例えば、OLYMPIA CD-400）でメモリとして使用された例もある。
また、循環型で大容量のレジスタを作るために、磁気ドラムのトラックの一部を遅延線のように使うという手法があり、日本ではマルス1で使われたという例がある。
変わったエピソードとしては、モーリス・ウィルクスによれば、水銀より安い媒体を1947年に検討していた際、アラン・チューリングがジンを提案した、というものがある。アルコールと水が、室温において温度係数がゼロになる割合で含まれているから、だという。遅延記憶装置において、温度変化により動作速度がズレることは問題であり、恒温槽を必要とした、といった話があるが、FUJICでは逆転の発想で、水銀遅延線を動作させるクロックの速度を温度に合わて調節する（計算機本体との同期は、記憶装置側をマスタークロックとする）ことにより解決している。
波の伝搬といったような物理現象を利用しているわけではないが、使い方としてはシフトレジスタも少し似ている。また近年の研究としては、NHK放送技術研究所による「微小磁区記録デバイス」は、磁性細線中を移動する磁区を利用するもので、遅延記憶装置に似ている。

## 注
1. ↑  『ウィルクス自伝』12章、p. 156
2. ↑  情報処理学会コンピュータ博物館 によれば金石舎研究所（後の京セラクリスタルデバイス）の協力による開発
3. ↑  磁歪遅延線の解説と実装例（詳細不明）は、中野馨『脳をつくる』の pp. 137-138, p. 144 にある。
4. ↑  磁歪遅延線がETL Mark IVで使われたとしているウェブページがあるが、開発者の一人である高橋茂著『コンピュータ クロニクル』 p.14 には、トランジスタの速度を下げたため、動作速度を下げると容量的に不利な遅延線は止め、磁気ドラムを採用した、とある。
5. ↑  “Olympia Model CD-400 Desk Calculator”. John Wolff's Web Museum. 2021年9月11日閲覧。
6. ↑  “OLYMPIA: CD400”. CALCUSEUM. 2021年9月11日閲覧。
7. ↑  『日本のコンピュータの歴史』 pp. 155-172、第8章「MARS-1」
8. ↑  『ACMチューリング賞講演集』 p. 235 。なお、『ウィルクス自伝』p. 169 によれば、精製された水銀ではなく商業用品質のものを使用したところ、タンク毎に音速が違うという問題が出た、とあり、媒体はそうなんでも良いというわけではない。同書 p. 176 にはおそらくこのチューリングの提案を指して「彼の能力の範囲外」という言葉があるので、独創的というよりは奇案に属するようである。
9. ↑  『日本のコンピュータの歴史』（1985） p. 69
10. ↑  https://www.nhk.or.jp/strl/vision/r6/r6-2-1.htm

## ギャラリー

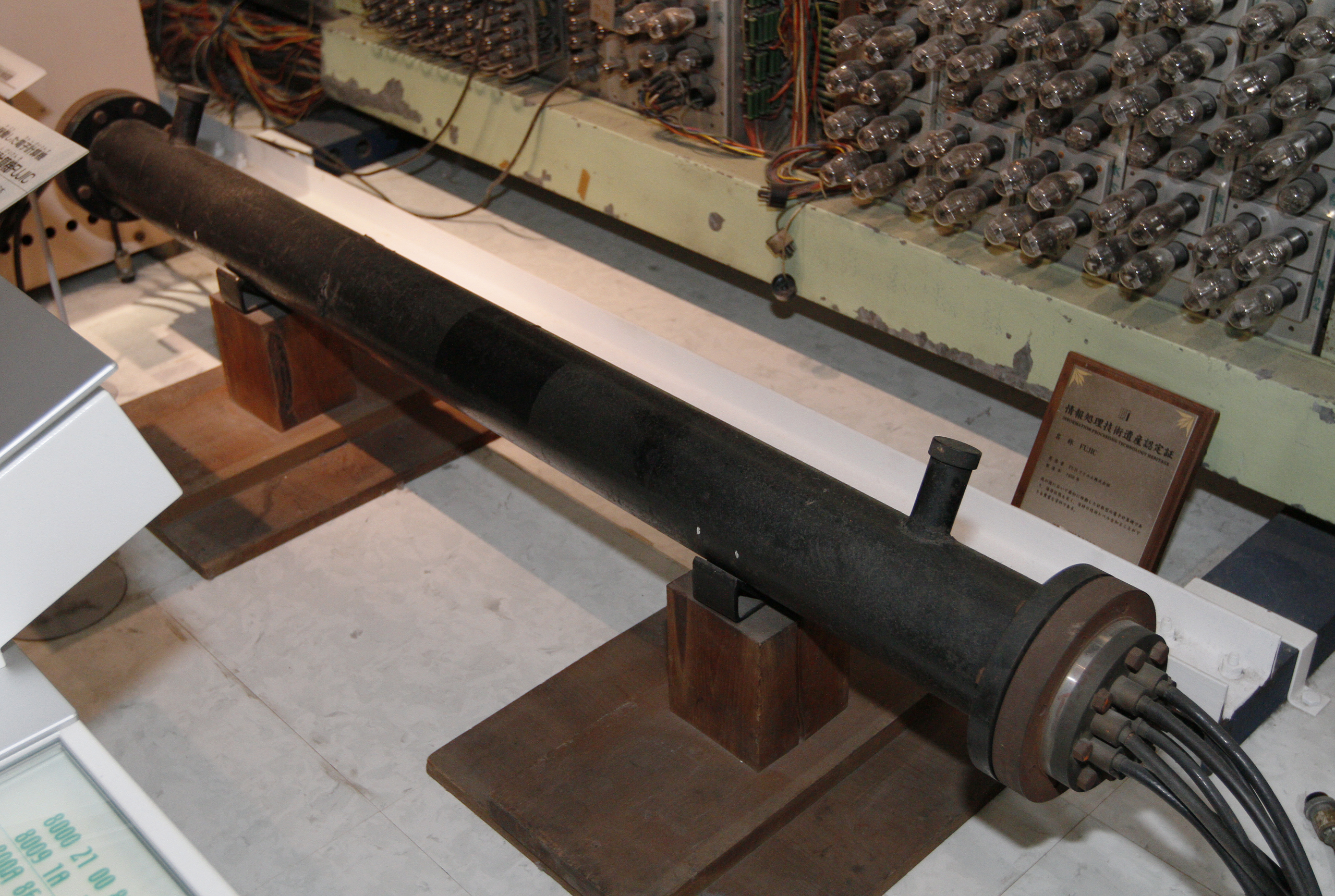
FUJICの水銀遅延線
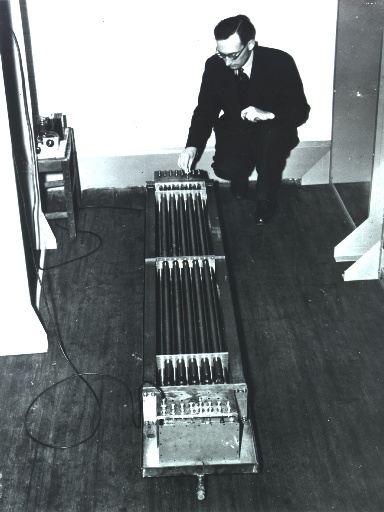
EDSACの水銀遅延線。写っている人物はモーリス・ウィルクスその人
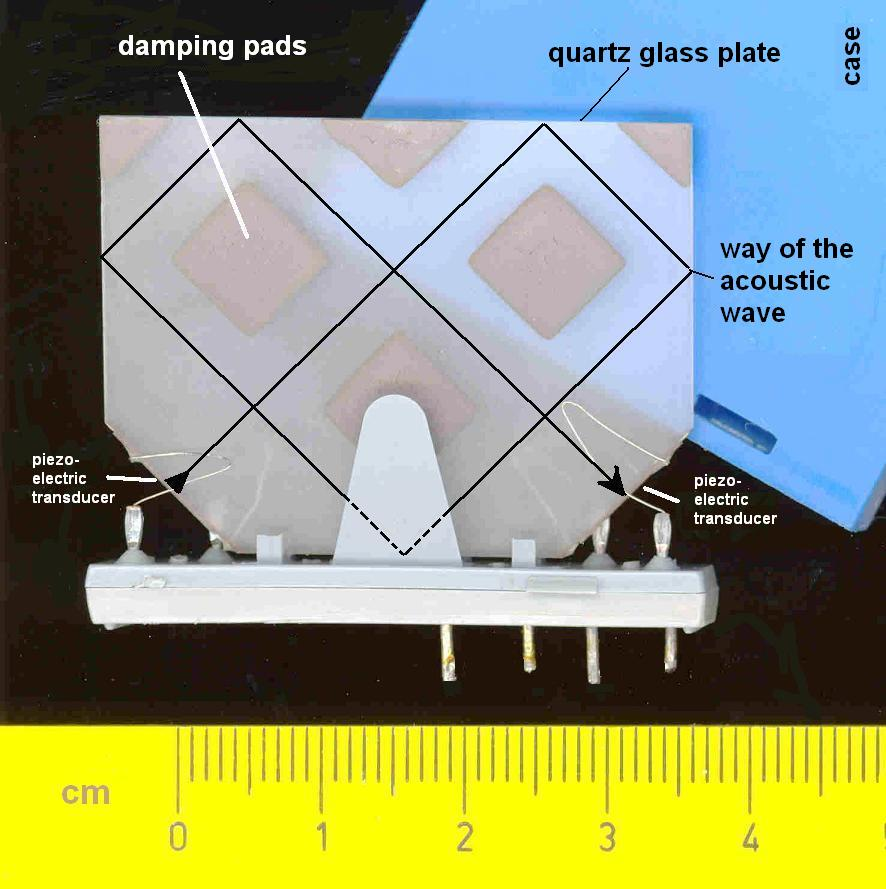
固体遅延線の一例
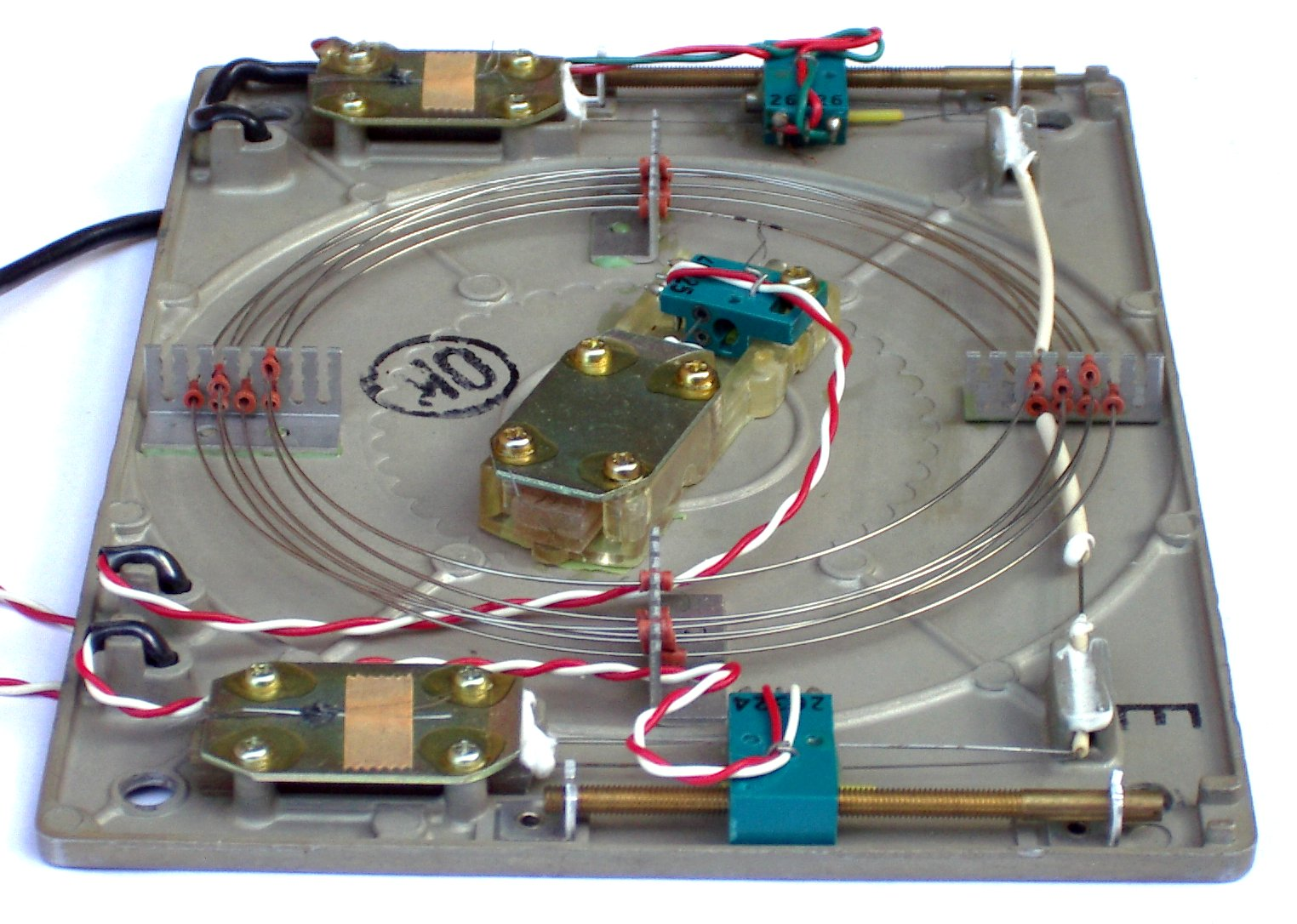
磁歪遅延線の一例